# Morayo Soluade
Morayoninuoluwa Chukwemeka Soluade, detto Morayo (Londra, 12 luglio 1995), è un cestista britannico.

## Palmarès
- British Basketball League: 1

London Lions: 2023-2024
- Copa Princesa de Asturias: 1

Breogán: 2021